# 대한민국 형사소송법 제57조
대한민국 형사소송법 제57조는 공무원의 서류에 대한 형사소송법의 조문이다.

## 조문
제57조(공무원의 서류) ① 공무원이 작성하는 서류에는 법률에 다른 규정이 없는 때에는 작성 연월일과 소속공무소를 기재하고 기명날인 또는 서명하여야 한다.  <개정 2007.6.1.>
②서류에는 간인하거나 이에 준하는 조치를 하여야 한다.  <개정 1995.12.29.>
③ 삭제  <2007.6.1.>

第57條(公務員의 書類) ① 公務員이 作成하는 書類에는 法律에 다른 規定이 없는 때에는 作成 年月日과 所屬公務所를 記載하고 記名捺印 또는 署名하여야 한다.  <改正 2007.6.1.>
②書類에는 間印하거나 이에 준하는 措置를 하여야 한다.  <改正 1995.12.29.>
③ 策製  <2007.6.1.>

## 판례

### 검찰사건사무규칙의 법적 성격 및 이 규칙이 형사소송법 제57조의 적용을 배제하기 위한 ‘법률의 다른 규정’인지 여부
- 검찰사건사무규칙은 검찰 내부의 업무처리지침으로서의 성격을 가지는 것이므로, 이를 형사소송법 제57조의 적용을 배제하기 위한 '법률의 다른 규정'으로 볼 수 없다[1]

### 서명없이 검사의 기명날인만 된 공소제기 적법여부
- 서명없이 검사의 기명날인만 되어 있는 공소장에 의한 공소제기는 적법하다[2]

## 참고 문헌
- 손동권 신이철, 새로운 형사소송법(초판, 2013), 세창, 2013. ISBN 9788984114081